# Puusaari (ö i Lappland, Östra Lappland, lat 66,48, long 27,26)
Puusaari är en ö i Finland. Den ligger i sjön Severijärvi och i kommunen Kemijärvi i den ekonomiska regionen  Östra Lapplands ekonomiska region  och landskapet Lappland, i den norra delen av landet, 700 km norr om huvudstaden Helsingfors. Öns area är 0,2 hektar och dess största längd är 80 meter i öst-västlig riktning.